# Czarnoporek poduszeczkowaty

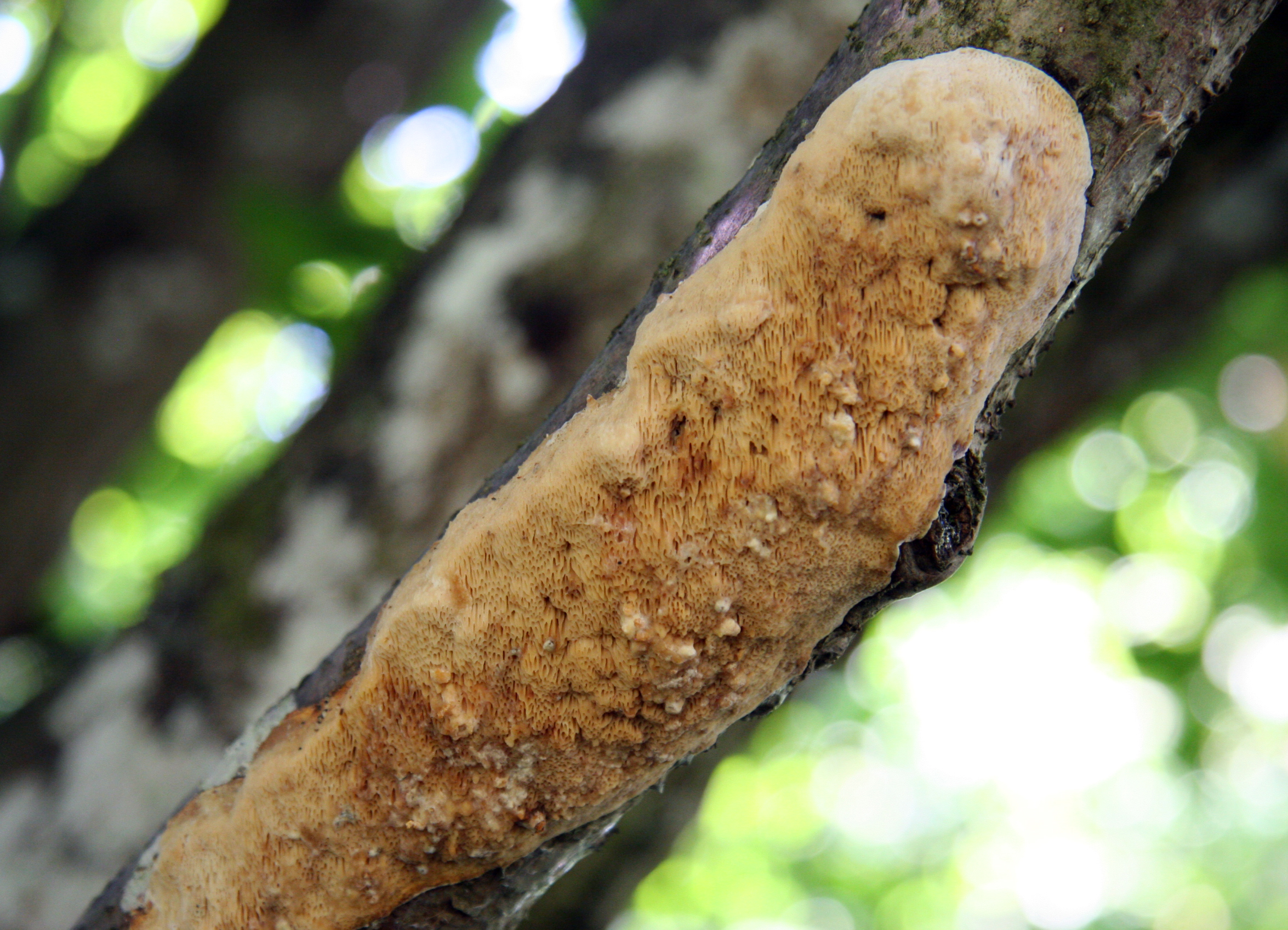

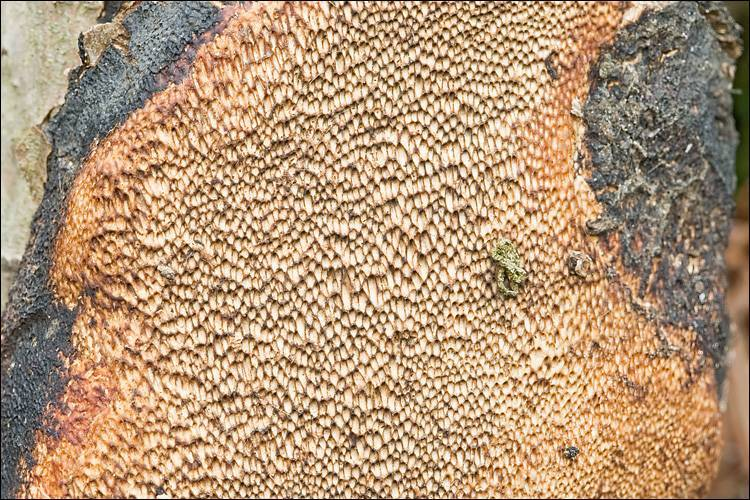

Czarnoporek poduszeczkowaty (Szczepkamyces campestris (Quél.) Zmitr.) – gatunek grzybów należący do rodziny żagwiowatych (Polyporaceae). Należy do rodzaju monotypowego.

## Systematyka i nazewnictwo
Pozycja w klasyfikacji według Index Fungorum: Szczepkamyces, Polyporaceae, Polyporales, Incertae sedis, Agaricomycetes, Agaricomycotina, Basidiomycota, Fungi.
Po raz pierwszy takson ten zdiagnozował w 1872 r. Lucien Quélet nadając mu nazwę Trametes campestris. Potem zaliczany był do różnych innych rodzajów. Obecną, uznaną przez Index Fungorum nazwę nadał mu w 2018 r. Ivan V. Zmitrovich przenosząc go do utworzonego przez siebie rodzaju Szczepkamyces.
Synonimy:
- Antrodia campestris (Quél.) P. Karst. 1879
- Coriolellus campestris (Quél.) Bondartsev 1953
- Dichomitus campestris (Quél.) Domański & Orlicz 1966
- Favolus campestris (Quél.) Zmitr. 2001
- Polyporus campestris (Quél.) Krieglst. 1999
- Trametes campestris Quél. 1872[2].

W 1965 r. Stanisław Domański nadał mu polską nazwę podskórnik polny. W 2003 r. Władysław Wojewoda zmienił ją na czarnoporek poduszeczkowaty. Obydwie nazwy są niespójne z aktualną nazwą naukową.

## Morfologia
Owocnik
Jednoroczny lub wieloletni, rozpostarty, o kształcie okrągłym lub podłużnym, w środkowej części poduszeczkowato zgrubiały. Osiąga grubość do 1,5 cm w środkowej części i długość do 10 cm. Obrzeże o barwie od ochrowej do czarniawej. Górna powierzchnia początkowo o barwie kremowej, potem pomarańczowo-brązowej i brązowej, od obrzeża stopniowo czerniejąca. Znajduje się na niej rurkowy hymenofor. Wielokątne pory w liczbie 1–2 (rzadko 3) na mm, z cienkimi przegródkami, na pochyłym podłożu często wydłużone i nieregularne. Mają długość do 15 mm. Kontekst biały, o grubości 1–3 mm.
Cechy mikroskopowe
System strzępkowy dimityczny. Strzępki generatywne hialinowe, cienkościenne ze sprzążkami, o średnicy 2–3,5 μm. Strzępki łącznikowe hialinowe, grubościenne, rzadko dichotomicznie rozgałęzione, proste lub faliste. Mają średnicę do 8 μm w środkowej części głównej strzępki i zwężają się w bocznych odgałęzieniach. Brak cystyd i innych płonnych elementów hymenium. Podstawki zgrubiałe, 4-sterygmowe, ze sprzążką w nasadzie. Wymiary: 25–35 × 7–10 μm. Zarodniki o wymiarach 13–19 × 4–5,5 μm, cylindryczne, hialinowe, brodawkowane, cienkościenne, nieamyloidalne.

## Występowanie i siedlisko
Znane jest występowanie tego gatunku tylko w Europie, Maroko w Afryce Północnej i w Ameryce Północnej. W Ameryce Północnej występuje tylko w Arizonie, Nowym Meksyku i Idaho. W Europie jest szeroko rozprzestrzeniony, na północy sięga po północne wybrzeża Norwegii. W Polsce jest rzadki. W piśmiennictwie mykologicznym do 2003 r. podano tylko 4 jego stanowiska. Znajduje się na Czerwonej liście roślin i grzybów Polski. Ma status V – gatunek narażony na wymarcie.
Saprotrof rosnący na martwym drewnie w lasach liściastych. Rozwija się na martwych pniach i gałęziach drzew i krzewów. W Polsce notowano jego występowanie tylko na leszczynie, w innych krajach jednak występuje także na wielu rodzajach drzew i krzewów liściastych: klon, grab, kasztan, głóg, buk. jesion, topola, śliwa. dąb i wiąz. Powoduje białą zgniliznę drewna.